# Jérôme Fuchs
Jérôme Fuchs (* 23. April 1970 in Karlsruhe) ist ein deutscher Polizist und Vizepräsident der Bundespolizeidirektion 11. Fuchs war von 2014 bis 2023 Kommandeur der GSG 9 der Bundespolizei.

## Leben
Fuchs diente nach seinem Abitur auf dem Bismarck-Gymnasium in Karlsruhe von 1990 bis 1992 in der Gebirgsjägertruppe der Bundeswehr.
Anschließend absolvierte er einen Vorbereitungsdienst für den gehobenen Dienst mit Studium zum Diplom-Verwaltungswirt an der Fachhochschule des Bundes.
Nach der Ausbildung beim Bundeskriminalamt trat Fuchs 1997 in die GSG 9 der Bundespolizei ein. 2012 leistete er für ein Jahr Dienst im Hostage Rescue Team der US-amerikanischen Bundespolizei Federal Bureau of Investigation. Fuchs war von 2014 bis 2023 als Leitender Polizeidirektor Kommandeur der GSG 9 Nachfolger von Olaf Lindner. Bevor er Chef der GSG 9 wurde, leitete er die maritime Einsatzeinheit der Truppe. Seit dem 10. August 2023 ist Fuchs Vizepräsident der Bundespolizeidirektion 11.